# Mercedes Ochoa
María Mercedes Ochoa Balmaseda (Logroño, 22 de agosto de 1967), conocida artísticamente como Merche Ochoa o Merche 8A, es una payasa, directora escénica y pedagoga del clown española, que recibió en 2014 el Premio Nacional de Circo.

## Trayectoria
Hermana de Inmaculada Ochoa, actriz de teatro, televisión y cine. Ochoa comenzó su andadura teatral a los doce años, recorriendo los pueblos de La Rioja con la compañía Epidauro. Entre 1986 y 1988 se formó en la Escuela de Arte Dramático de La Rioja, luego en 1989, se instaló en Barcelona. En esta etapa conoció a Berty Tovías, director de la Escuela Internacional Estudis de Teatre, quién la inició en las artes circenses y el clown. Se ha formado con payasos como Johnny Melville, Jango Edwars o Philippe Gaulier.
Desde 1993, realiza una labor formativa, impartiendo clases de pedagogía del clown, expresión dramática o interpretación en diversas escuelas, y es una habitual colaboradora de la ONG Payasos Sin Fronteras. En 2011, fundó en Barcelona, El Rinclowncito, la primera escuela estable dedicada a la formación profesional y a la investigación del arte del payaso. También es docente de la especialidad de Clown en el máster Arte para la transformación social, la inclusión y el desarrollo comunitario: Mediación Artística, de la Facultad de Educación de la Universidad de Barcelona.
Entre sus espectáculos destacan: Cabaret O’Varios, De Hadas, Hechiceras y Heroínas, Cloti en el Circo. In Vino Veritas o Patas arriba, una historia de circo. Ha actuado en espectáculos del también payaso, Tortell Poltrona, como Match de Payasos. y ha sido invitada a festivales como: Festival Internacional de Payasas de Andorra, Festival de Humor Mujeres con Narices, LOCO (Logroño Comedy Festival), Festival de Payasas de Brasil, Festival Teatrea de Primavera, Festival de Artes Escénicas para la Infancia, o el Encuentro de Payasas de Salamanca. Además, ha participado en varios cortometrajes y producciones cinematográficas, como en Pe y pa, de Geppe Monrós, El diario de un vampiro, de Pepe Pereza o Libre indirecto, de Juanjo Giménez Peña.
En 2020, expuso por primera vez en el Centro Cívico de Barcelona, Payasas, bártulos y cachivaches. Camino abierto, una muestra en la que se visibiliza su colección sobre payasas desde 1840. Luego, la presentó en el Festival Internacional de Payasas del Circ Cric.
En 2021, denunció en los medios la dificultad que tienen las mujeres artistas para ser escogidas en los circuitos del espectáculo español.

## Reconocimientos
Ochoa recibió el Premio Nacional de Circo en 2014. El jurado le concedió esta distinción por mayoría, por su gran capacidad interpretativa y cuidado de la técnica y por su dedicación a la formación y transmisión de los fundamentos de este arte, representando también a todas las mujeres payasas que trabajan en el circo en España. En 2020, el Gobierno de La Rioja concedió a Ochoa el Premio Mujeres en el Arte en La Rioja en su séptima edición.